# Oprichtingsakte (Nederland)
De oprichtingsakte is het wettelijk verplicht document, noodzakelijk voor het oprichten van een stichting, besloten vennootschap of een naamloze vennootschap. De wet vereist dat deze oprichting geschiedt bij  notariële akte. Het betreft hier een eenmalige actie waarbij de statuten van de stichting, bv of nv worden vastgelegd. De statuten beschrijven onder meer bepalingen met betrekking tot de naam, zetel en doel van de rechtspersoon, het aandelenkapitaal (alleen bij de bv en de nv) en de blokkeringsregeling (alleen bij de bv).
De notaris ziet toe dat aan alle wettelijke eisen is voldaan voordat de vennootschap wordt ingeschreven bij de Kamer van Koophandel.